# Liriomyza texella
Liriomyza texella este o specie de muște din genul Liriomyza, familia Agromyzidae, descrisă de Spencer în anul 1986.
Este endemică în Texas. Conform Catalogue of Life specia Liriomyza texella nu are subspecii cunoscute.